# Leopoldo López
Leopoldo López Mendoza (* 29. dubna 1971, Caracas, Venezuela) je venezuelský politik a ekonom, který působí jako Národní koordinátor venezuelské politické strany Voluntad Popular. Získal titul ze sociologie na vysoké škole Kenyon College, později titul Master of Public Policy z veřejné správy na Harvardově univerzitě. López se poprvé pustil do politiky v roce 2000, kdy společně s Henriquem Caprilem a Juliem Borgesem založil politickou stranu Primero Justicia a následně se úspěšně ucházel o post starosty caracaské městské části Chacao v krajských volbách v červenci 2000. Během svého funkčního období získal několik ocenění za městskou správu.
Dva roky před jeho prvním funkčním obdobím starosty se uskutečnil neúspěšný převrat, který dočasně odstranil pozdějšího prezidenta Huga Cháveze. Podle Los Angeles Times López „organizoval veřejné protesty proti Chávezovi a zastával hlavní úlohu při občanském zatčení Chávezova ministra vnitra, Ramóna Chacína.“ Když v roce 2008 plánoval kandidovat na starostu Caracasu, venezuelská vláda se postarala o to, aby nemohl zastávat žádný veřejný úřad po dobu příštích šesti let. Výsledkem bylo, že Meziamerický soud pro lidská práva potvrdil, že Chávez porušil lidská práva opozičních kandidátů jejich diskvalifikováním a v roce 2010 dosáhl López jednomyslného soudního rozhodnutí ve svůj prospěch.
López byl zatčen 18. února 2014 za vedení protestů v Caracasu a obviněn ze žhářství, terorismu a vraždy. Organizace Amnesty International, Human Rights Watch a další mezinárodní organizace na obranu lidských prav označily jeho zatčení za politicky motivované.
V září 2015 byl López odsouzen ke 13 letům a devíti měsícům vězení za podněcování násilí a za protivládní spiknutí. V červenci 2017 byl po třech letech propuštěn do domácího vězení, osvobozen z něj byl v dubnu 2019. Poté více než rok strávil na španělské ambasádě v Caracasu. V říjnu 2020 se mu podařilo uprchnout do Španělska, kde od té doby žije. 

## Mládí a vzdělání

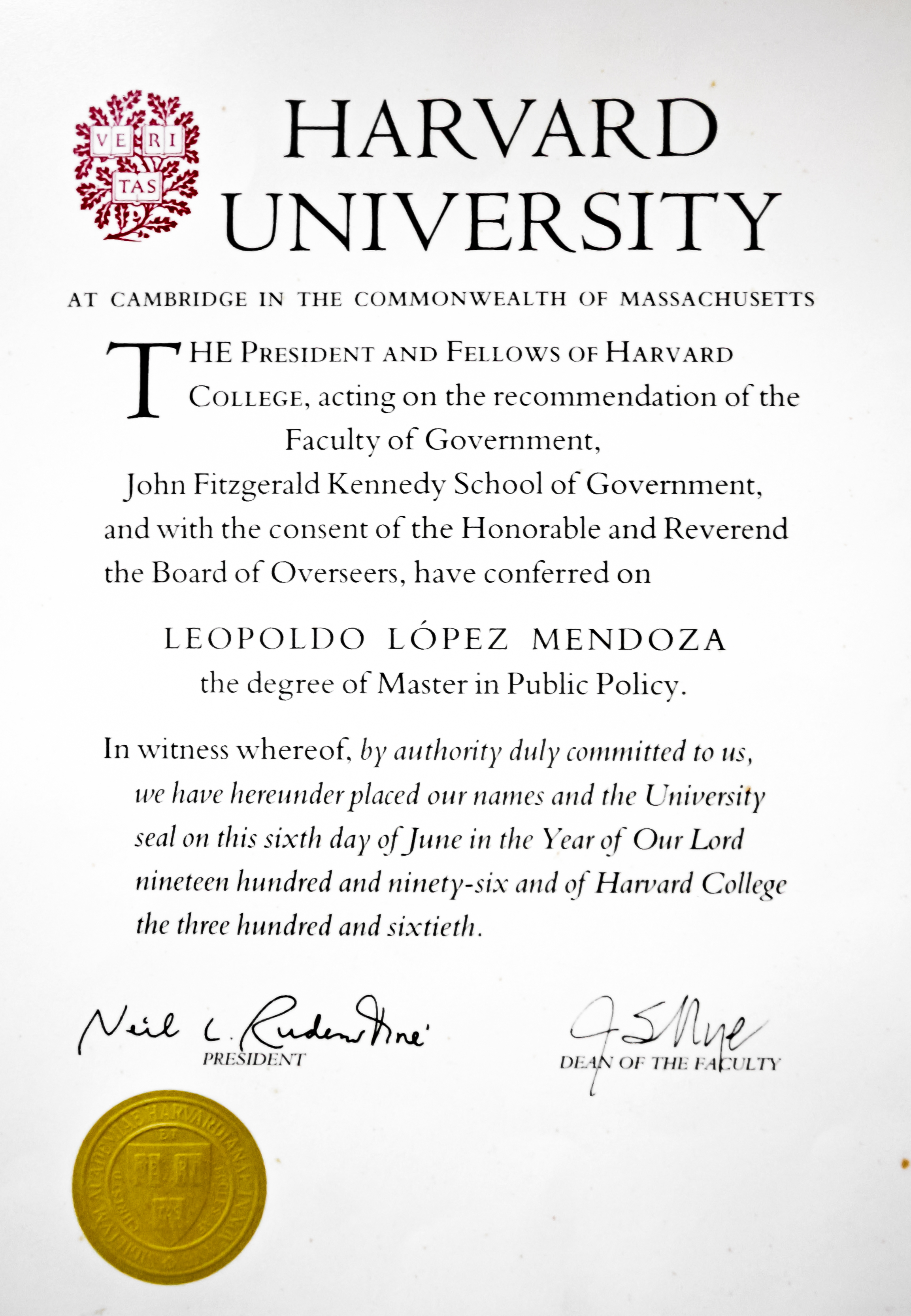
Diplom Master in Public Policy Leopolda Lópeze z Harvardovy univerzity

López se narodil do zámožné rodiny. Má dvě sestry, Dianu a Adrianu. López má „modrou politickou krev“, jak poznamenal The Guardian a pochází „z jedné z nejzámožnějších rodin ve Venezuele.“ Lópezova matka, Antonieta Mendoza, je dcerou Eduarda Mendozy Goiticoa, který byl v letech 1945 až 1948 ministrem zemědělství během vlády Rómula Betancourta. Díky ní je López pra-pra-pra-vnukem prvního prezidenta země, Cristóbala Mendozy. Je taktéž pra-pra-pra-synovcem Simóna Bolívara. Bolívarova sestra, Juana Bolívar, je Lópezovou pra-pra-pra-pra-babičkou, díky čemuž je jedním z mála Bolívarových stále žijících příbuzných. Jeho přímým bratrancem je Thor Halvorssen Mendoza. Jeho prastrýc Rafael Ernesto López Ortega byl ministrem školství během prezidentství Lópeze Contrerase. Jeho dědeček Leopoldo López Ortega a prastrýc Rafael Ernesto López Ortega byli oba lékaři, založili lékařské centrum v Caracasu.
Leopoldo López studoval na Colegio Santiago de León de Caracas a absolvoval Hun School v Princetonu. V roce 1993 absolvoval vysokou školu Kenyon College v Gambieri v Ohiu, kde získal titul ze sociologie. Následně studoval veřejnou správu na Kennedy School of Government na Harvardově univerzitě, kde v roce 1996 získal titul Master of Public Policy (M.P.P.). V roce 2007 obdržel z Kenyonu titul čestný doktor práv.

## Obchodní a akademická kariéra
López pracoval v letech 1996 až 1999 jako ekonomický poradce pro místopředsedu plánování ve venezuelské státní ropné společnosti Petróleos de Venezuela S. A. (PDVSA) a také působil jako profesor institucionální ekonomiky na katedře ekonomie na Universidad Católica Andrés Bello.

## Politická činnost

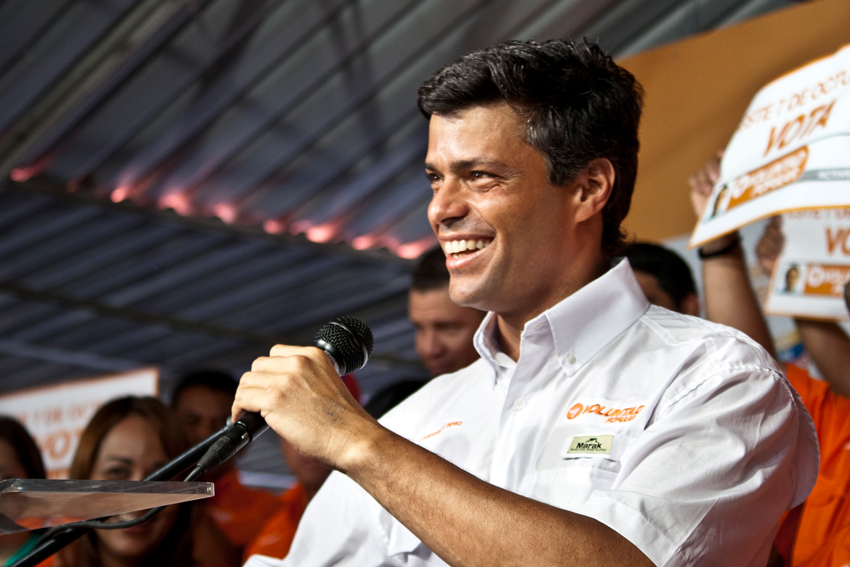
Leopoldo López

V roce 1992 López spoluzakládal politickou stranu Primero Justicia. Vedl demonstrace proti Hugovi Chávezovi před pokusem o venezuelský převrat v roce 2002. Někteří to považují za legitimní protest, jiní si myslí, že tím „překročil pomyslnou čáru směrem k rebelii se snahou svrhnout demokraticky zvoleného prezidenta.“ Během převratu se spolu s Henriquem Caprilesem účastnil občanského zatčení Chávezova ministra vnitra, Ramóna Rodrígueze Chacína. Několik měsíců po převratu López povolil, aby se Plaza Francia v jeho městské části stala základnou pro venezuelskou generální stávku v letech 2002–2003.
López se ve volbách v roce 2000 stal s 51 % hlasů starostou caracaské městské části Chacao, následně byl v roce 2004 s 81 % znovuzvolen. Jeho přívrženci si ho cenili za „vylepšení systému veřejného zdravotnictví a budování nových veřejných prostranství.“ Jako starosta uvedl TransChacao, systém veřejné dopravy, který výrazně zlepšil dopravu v Chacau. Během jeho funkčního období začala fungovat také škola Juan de Dios Guanche, která byla považována za „nejmodernější veřejnou školu v zemi za posledních 20 let“ a sportovní centrum Centro Deportivo Eugenio Mendoza. V tomto období byly taktéž zahájeny práce na několika významných stavebních projektech, včetně náměstí Palos Grandes, nového sídla pro Mercado Libre, nového ústředí pro vzdělávací zařízení Andrés Bello a masivního podzemního parkoviště. Nový trh v Chacau byl označen za nejmodernější v Latinské Americe.
López se v roce 2008 umístil na třetím místě v žebříčku World Mayor Project. Během svého funkčního období získal první místo v ocenění organizace Transparency International v letech 2007 i 2008 za spravedlivou a efektivní městskou správu. 
Lópezovo reformní úsilí a anti-chávistický aktivismus vedly k několika jeho únosům a pokusům o atentát na jeho osobu. V roce 2006 ho ozbrojení provládní aktivisté šest hodin drželi jako rukojmí. „Můj nejlepší přítel mi zemřel v náručí, během jednoho z pokusů o mé zavraždění,“ řekl v roce 2007. „Vláda mi vlastně řekla: ‚Postav se proti mně a bude to mít následky.‘ Autoritativní vláda vám může ublížit třemi způsoby: právně – pomocí procesů bez spravedlivého soudního procesu, fyzicky – vraždou nebo únosem a morálně – kontrolováním televize, novin a rádia. Na mně použili všechny tři způsoby, aby se pokusili zastavit mé úsilí…“ Poznamenal také, že 40 % mužů ve věku od 14 do 30 zemře v Chacau v pouličních bojích. Ročně jich je 17.000 zavražděno… Musíme neustále vyvíjet sportovní a kulturní program pro tyhle muže, abychom tohle násilí eliminovali.“

### Demonstrace v roce 2002
Leopoldo López vedl již před pokusem o venezuelský převrat v roce 2002 demonstrace proti Hugovi Chávezovi. Někteří to považovali za legitimní protest, podle jiných tím „překročil pomyslnou čáru směrem k rebelii se snahou svrhnout demokraticky svoleného prezidenta.“ Během převratu se spolu s Caprilesem účastnil občanského zatčení Chávezova ministra vnitra, Ramóna Rodrígueza Chacína. Několik měsíců po převratu López povolil, aby se na Plaza Francia v jeho městské části stala základnou pro venezuelskou generální stávku v letech 2002–2003. Od té doby se od organizátorů převratu distancoval.

### Opoziční lídr: terč násilí
Ministerstvo zahraničí Spojených států amerických jmenovalo ve své výroční zprávě o dodržování lidských práv v roce 2005 všechna opatření, která podnikla venezuelská vláda proti Lópezovi. V listopadu 2005 bylo Lópezovi zabráněno v jeho budoucí politické aktivitě po skončení jeho funkčního období starosty v roce 2008 obviněními ze zneužití finančních prostředků. Podle amerického ministerstva zahraničí byla tato obvinění součástí „Chávezova strategického plánu, jak eliminovat politickou opozici.“
Podle Los Angeles Times Chávezovi kritici říkají, že všichni vládní disidenti jsou jejich terčem, ale „López se zdá být objektem totální kampaně.“ Také jeho teta byla obětí násilí ve Venezuele, byla zastřelena během mírového shromáždění.
López říká, že jako vůdce opozice zažil několik násilných útoků. List Los Angeles Times napsal, že v únoru 2006 ho ozbrojení aktivisté postřelili a drželi jako rukojmí na univerzitě, kde měl přednášku, a že jeho tělesný strážce byl zastřelen na sedadle spolujezdce v autě, na kterém obvykle sedával López. Jackson Diehl napsal v červnu 2008 pro Washington Post, že když se López vrátil z návštěvy Washingtonu, D. C., byl zadržen a napaden státní zpravodajskou službou. Člen Venezuelské národní gardy, vojenského sdružení pod vedením Huga Cháveze, označili Lópeze jako osobu odpovědnou za agresi a předložil jako důkaz videonahrávku.

### Vyloučení z úřadu
V dubnu 2008 López oznámil svou kandidaturu na starostu Caracasu ve volbách, které se měly konat v listopadu 2008. Byl považován za favorita. Nicméně v rozhodnutí vyhlášeném hlavním národním finančním kontrolorem a následně potvrzeném soudem, López a několik set dalších Venezuelanů bylo vyloučeno z účasti na volbách v listopadu 2008, údajně z důvodu korupce. 80 % ze všech vyloučených patřilo k opozici. Volby v listopadu 2008 byly rozhodující pro Chávezův kabinet, především z důvodu Chávezovy porážky ve volbách v prosinci 2007. López uvedl, že vláda vyloučila opoziční kandidáty, protože věděla, že by vyhráli. Její rozhodnutí napadl, protože právo na volený úřad podle něj může být zrušeno jenom v důsledku občanského nebo trestního řízení.
„Soud rozhodl, že nemůžu zastávat žádnou politickou funkci až do roku 2014,“ řekl, „a zajišťuje tak, že se nemůžu účastnit těchto voleb, voleb do národního shromáždění v roce 2010 ani prezidentských voleb v roce 2012.“ Fasáda demokracie se tím podle něj hroutí. Tento zákaz, řekl, byl uložen milionům Venezuelanů, kteří chtějí změnu. V obdivném článku o Lópezovi z roku 2008 s názvem „Rival, kterého Chávez nestrpí“ ho Jackson Diehl popsal jako „příliš přesvědčivého“ a „pragmatického středo-levičáka“. Tvrdí, že zatímco Chávezovi přívrženci „rádi argumentují, že neexistuje žádná jiná alternativa k venezuelské caudille než neschopní a nepopulární politici z 90. let,“ López „představuje novou generaci“.
V červnu 2008 dohnal López svůj případ před Meziamerickou komisi pro lidská práva ve Washingtonu D. C. a střetl se s prezidentským kandidátem Barackem Obamou. V červenci komise souhlasila, vyslechla si jeho případ a označila dva roky, které uplynuly od doručení Lópezovy žádosti na soud, za „zbytečné zdržení“.
Průzkum z dubna 2008 zjistil, že 52 % lidí se ve Venezuele staví proti tomuto zákazu a 51 % si myslí, že byl politicky motivován. Ministerstvo zahraničí Spojených států amerických řeklo, že pokus o vládnutí na základě dekretu, je „znepokojivý“. Chávez reagoval slovy, že takové obavy jsou „přehnané“.
Ačkoli López ani další odpůrci, kteří byli obviněni z korupce, nebyli nikdy stíháni nebo souzeni, Ústavní senát Nejvyššího soudu, kterému dominují Chávezovi pověřenci, v srpnu 2008 rozhodl, že sankce byly pro Lópeze a ostatní ústavní. Podle The Wall Street Journal šest ze sedmi soudců Nejvyššího soudu „jsou sympatizanti prezidenta.“ BBC News nazval seznam vyloučených politiků „černou listinou“ a poznamenal, že „pan López a ostatní toho teď už mnoho nezmohou proto, aby se mohli účastnit listopadových voleb.“ The Economist poukázal na to, že López je „zřejmý hlavní cíl“ v „rozhodnutí hlavního státního auditora vyloučit stovky kandidátů ze seznamu státních a obecních voleb pro údajnou korupci, ačkoli nikdo nebyl souzen.“ The Wall Street Journal poznamenal, že tento zákaz „evokuje srovnání s kroky íránské vlády, která zabránila opozičním politikům zúčastnit se voleb v jejich zemi.“
Během dalšího dne, López spolu s ostatními demonstrovali proti tomuto rozhodnutí, až dokud je nezablokovali před vládní budovou. López vedl dav přibližně 1000 demonstrantů na tomto nepovoleném pochodu přes Caracas, zatímco pořádková policie házela do davu plechovky se slzným plynem.
López podal stížnost na Komisi pro lidská práva mezinárodního parlamentu Mercosuru, ve kterém jsou zastoupeny Argentina, Brazílie, Paraguay a Uruguay a ve kterém má Venezuela status pozorovatele. Dva členové komise vycestovali do Caracasu, aby případ vyšetřili, nebyli ale schopni dospět k žádnému závěru, protože venezuelský funkcionáři se s nimi odmítli setkat. José Miguel Vivanco z organizace Human Rights Watch „popsal politickou diskriminaci jako specifický rys prezidentského úřadu pana Cháveze“, zdůrazňujíc případ Lópeze a „opatření, které vylučuje kandidáty ucházející se o veřejné funkce z důvodu protiprávní činnosti.“
Chávezův kabinet, který obvinil Lópeze z korupce, citoval skutečnost, že v roce 1998, v době když López pracoval v Petróleos de Venezuela S. A. (PDVSA) a jeho matka zastávala funkci Manažera pro veřejné záležitosti, udělila společnost grant sdružení Primero Justicia Civil Association, kterého byl López členem. (Politická strana Movimento Primero Justicia se ze sdružení vyčlenila v roce 2000.) Protože PDVSA zakazuje dotace zaměstnancům nebo rodinným příslušníkům zaměstnanců, matka i syn byli odvoláni z funkce. Diehl napsal, že „obvinění proti Lópezovi nebyla nikdy projednávána na soudu a jsou to bezostyšně falešné výmysly.“
Agentura Associated Press uvedla, že obvinění s cílem diskvalifikovat Lópeze jsou „podle Chávezových kritiků jeho taktika, kterou využívá, aby jakékoli politické ambice svých soupeřů odložil na dobu neurčitou.“ Organizace amerických států citovala Lópezův případ jako jeden z „faktorů, které přispívají k oslabení právního státu a demokracie ve Venezuele.“ López toto tvrzení ještě podpořil tím, že nikdo z takto potrestaných nebyl obviněn, stíhán nebo souzen v řádném soudním procesu, což je v rozporu s ujednáním venezuelské vlády a venezuelské ústavy.
Vláda Venezuely trvá na tom, že tato opatření byla legální.Meziamerický soud pro lidská práva vydal 16. září 2011 jednomyslné rozhodnutí, že Lópezovi „by mělo být umožněno kandidovat“, bez ohledu na předchozí zákaz vydaný Chávezovým kabinetem. Nevládní nezisková organizace Carter Center přirovnává rozhodnutí venezuelského Nejvyššího soudu, který nebere do úvahy rozhodnutí Meziamerického soudu pro lidská práva, k vojenským soudům Alberta Fujimoriho: „S obavami se k nám dostalo, že s výjimkou vojenských soudů během Fujimoriho režimu, je toto jediná země na této polokouli, ve které Nejvyšší soud odmítl konat podle rozhodnutí Meziamerického soudu pro lidská práva, vyhlašujíc je za nezávazné a nevymahatelné.“
Vláda Venezuely odmítla rozhodnutí soudu vyhovět a López zůstal vykázán z kanceláře.

### Voluntad Popular
López dne 5. prosince 2009 ve Valencia forum ve venezuelském státě Carabobo představil svou politickou stranu Voluntad Popular. V správě o zahájení, tisková agentura The Associated Press uvedla, že „pouhá skutečnost, že Lópezovo úsilí takto rezonuje u obyčejných Venezuelanů, dokazuje, že v zemi 28 milionů lidí ještě stále dlí demokratická duše.“ López o hnutí řekl: „Co chceme, je vytvořit zdola novou většinu k dosažení našeho cíle a to nejen prostřednictvím jednání a dohod mezi elitou. Je to delší cesta, ale pro nás je to jediná cesta, na které můžeme zvítězit.“ Tisková agentura The Associated Press nazvala Lópeze jako „muže, který vyzývá skutečnou moc prezidenta Huga Cháveze.“ V sekci otázek a odpovědí s čtenáři na internetu López popsal Voluntad Popular jako „společenské, politické, pluralitní a demokratické hnutí“, které bojuje „za práva všech Venezuelanů.“
V článku z roku 2010 pro The Huffington Post, López popsal právě skončené volby v jeho zemi, ve kterých 52 % voličů podporovalo „alternativní kandidáty“ před 48 % Chávezovy socialistické strany PSUV, „jako první krok k vytvoření demokratické, jednotné a nadějné budoucnosti.“ Přesto poznamenal, že zatímco PSUV získala pouze 48 % hlasů, obsadila až 60 % křesel v parlamentu a poukázal tím na „škody, které již napáchala současná vláda na našem demokratickém systému.“ Argumentoval, že Venezuela se „nyní nachází na místě hlavního zlomového bodu, na kterém balancuje mezi dvěma možnostmi: kubánským stylem autoritářství ve směsi s hospodářskou a sociální zkázou a novou cestou demokratické a ekonomické životaschopnosti.“ S odkazem na „zhoršující se“ infrastrukturu napsal, že „když celosvětová ropná mocnost utrácí desítky miliard v zahraničí, zatímco doma nedokáže zařídit ani zapnuta světla, lidé si z toho vyvodí vlastní závěry.“

### Protesty ve Venezuele v roce 2014
The Economist v únoru 2014 poznamenal, že zatímco Henrique Capriles vede umírněné křídlo demokratické jednoty (Mesa de la Unidad Democrática, MUD), spojenectví venezuelských opozičních stran na čele s Lópezem je „víc konfrontační křídlo.“ Zatímco obě křídla kážou nenásilí, López je na rozdíl od Caprilese „přesvědčen, že demonstrace mohou podnítit změnu vlády.“ The Guardian ve stejném měsíci napsal, že López a Capriles jsou „už dlouho rovněž soupeři, jako přátelé,“ ale López se teď „ukázal jako ten dynamičtější z jejich dua,“ zatímco Capriles po porážce ve volbách v prosinci 2013 potřásl Madurovi rukou, López spustil hnutí ‚La Salida‘ (Únik) s cílem přes protesty prezidenta sesadit.“
Venezuelský státní prokurátor vydal 13. února 2014 zatykač na Lópeze, kterého obvinil mimo jiné z podněcování zločinnosti, veřejného zastrašování, žhářství veřejných budov, ničení veřejného majetku, ublížení na zdraví, „podněcování ke vzpouře“, vraždy a terorizmu. Den po tom, co byl vydán zatykač, López napsal Madurovi přes Twitter: „Ještě nemáte odvahu mě zatknout nebo čekáte na příkazy z Havany? Říkám vám, pravda je na naší straně.“
Podle Reuters, 16. února 2014 v nočním televizním programu „Maduro vzkázal Lópezovi, aby se vzdal ‚bez cirkusu‘ a také řekl, že odmítl tlak z Washingtonu, aby svůj příkaz odvolal.“ Maduro prohlásil, že „nařídil třem americkým konzulárním úředníkům, aby kvůli spiknutí proti jeho vládě opustili zemi,“ a dodal: „Venezuela nepřijímá rozkazy od nikoho!“
Dne 18. února 2014 se López v přítomnosti tisíců jásajících fanoušků, kteří byli oblečeni stejně jako on do bílé, obrátil na národní gardu Guardia Nacional. V projevu řekl, že doufá, že díky jeho zatčení si Venezuela uvědomí, jakou korupci a ekonomickou katastrofu socialistická vláda způsobila. U sochy José Martího prohlásil, že jedinou alternativou k přijetí jeho zatčení by bylo „opustit zemi a já Venezuelu nikdy neopustím!“ Několik hodin po jeho zatčení se Maduro, oblečený v červeném, vystoupil před dav Lópezových přívrženců a řekl jim, že nebude tolerovat „psychologickou válku“ jeho oponentů a López musí být za jeho „protistátní činy“ potrestán. Lópezova manželka tu noc pro CNN řekla, že „López měl za mřížemi dobrou náladu“ a dodala: „Poslední věc, kterou mi řekl je, abyste nezapomněli na to, proč se to děje. Nezapomeňte, proč jde do vězení. Žádá jenom osvobození politických vězňů, studentů a ukončení represí a násilí.“
Hlavní soudce Ralenis Tovar Guillén vydal 20. února 2014 rozkaz k vazebnímu stíhání Lópeze v reakci na formální obvinění Franklina Nievese ze „žhářství veřejné budovy“, „škody na veřejném majetku“, „podněcování k trestnému činu“ a „organizování se za účelem trestné činnosti“. Během předvedení obžalovaného k vyslechnutí obžaloby a k vyjádření se, jestli se cítí vinným, byl López formálně obviněn a současně bylo rozhodnuto, že bude vazebně stíhán. Předvedení se konalo ve vojenském autobuse zaparkovaném mimo věznice. Guiterrez tento způsob popsal jako „velmi nekonvenční.“

#### Uvěznění
López byl uvězněn ve věznici Ramo Verde, vojenském detenčním centru mimo Caracas. Výběr této věznice byl velice kritizován. Během návštěvy jeho manželky, jí López předal ručně psané poznámky, které se rychle rozšířily po sociálních sítích. „Jsem v pořádku,“ napsal svým přívržencům, které vyzval „aby se nevzdávali“ a aby „zůstali odolní vůči násilí, dále se organizovali a byli disciplinovaní. Toto je boj každého z nás.“ The Guardian uvedl, že tato zpráva „měla pravděpodobně dát impuls k tomu, co domácí vláda označila jako převrat podporován americkou vládou s cílem chopit se moci v zemi bohaté na ropu“ a že by to také „mělo pomoci politikovi získat další kredit za jeho vůdcovské vlastnosti, přestože ho ještě před týdnem ve světě skoro nikdo neznal.“ Během jeho věznění ho jeho rodina navštěvuje každý týden. Mají povoleno zůstat pouze pár hodin a přinést mu oběd. Všichni musí podstoupit osobní prohlídku. López si nechal narůst vousy a začal se učit hrát na cuatro. Lópezovi, oddanému katolíkovi, nebylo dovoleno zúčastnit se mše nebo návštěva kněze, naopak má každý den venku povoleno hodinové cvičení.
Organizace Amnesty International vydala 19. února 2014 prohlášení, že obvinění vůči Lópezovi „zavánějí politicky motivovaným pokusem o umlčení nesouhlasu v zemi“. Guadalupe Marengo, zástupce ředitele organizace amerického programu Amnesty International, vyzval venezuelské orgány, aby „buď předložily jednoznačné důkazy, které podpoří jejich obvinění vůči Lópezovi, nebo ho okamžitě a bezpodmínečně propustili… Doposud se Amnesty International nedočkalo žádných důkazu potvrzujících obvinění Lópeze. Považuje to za urážku spravedlnosti a presumpce neviny.“ Organizace Human Rights Watch uvedla: „Venezuelská vláda otevřeně přijala taktiky autoritářského režimu, jako například věznění svých oponentů, umlčování médií a zastrašování občanské společnosti.“ HRW dále obvinila Madurovu vládu z obviňování opozičních lídrů, včetně Lópeze, a z násilí.
Nadace Human Rights Foundation založená v New Yorku na čele s Lópezovým bratrancem Thorem Halvorssenem prohlásila, že López byl 20. února 2014 zatčen kvůli svým názorům a přidala se tak k dalším mezinárodním organizacím, které volají po jeho okamžitém osvobození. „S Lópezovým uvězněním a brutálními represívními taktikami, které policie, ozbrojené síly a polovojenské skupiny používají proti jeho přívržencům, ztratila Venezuela jakoukoliv demokratickou tvář, kterou mohla kdy mít,“ prohlásil Garry Kasparov, předseda HRF. „Maduro musí pochopit, že nemůže jednoduše vymazat všechnu svou opozici v Národním shromáždění jedním škrtem pera a očekávat, že si nikdo nebude stěžovat. Poté, co si budou stěžovat, nazvat je fašisty a zastřelit je. Buď Maduro propustí Lópeze a vyzve opozici k diskuzi nebo musí odstoupit pro dobro všech Venezuelanů – pro ty, kteří podporují chávizmus i pro ty, kteří ne. Venezuela nepotřebuje kata ochotného zabít polovinu obyvatelstva. Venezuela potřebuje prezidenta.“
V září 2015 byl López odsouzen ke 13 letům a devíti měsícům vězení za podněcování násilí a za protivládní spiknutí. V červenci 2017 byl po třech letech propuštěn do domácího vězení. V dubnu 2019, během nepodařeného povstání proti Madurovi, z něj byl osvobozen ředitelem tajné služby Manuelem Figuerou, kterého pak Maduro odvolal.
Ještě téhož dne vstoupil López do chilské ambasády v Caracasu, v noci se přemístil do španělské ambasády. Zde nakonec strávil více než rok. Poté se mu podařilo z Venezuely uprchnout přes Kolumbii do Španělska, kam přijel 25. října 2020. V Madridu se sešel se španělským premiérem Pedrem Sánchezem. 
V prosinci 2020 zahájil López cestu po Latinské Americe, během které se scházel s politickými představiteli jednotlivých zemí a zajímal se také o podmínky Venezuelanů, kteří do těchto států ze své domoviny ve velkých počtech uprchli. Navštívil např. Kolumbii, Ekvádor, Peru nebo Chile. V květnu 2021 Venezuela požádala Španělsko o jeho vydání, aby si ve své vlasti odpykal zbývajících 8 let z téměř 14letého trestu.

## Politická platforma
Tisková agentura The Associated Press nazvala Lópeze „mužem, který vyzývá skutečnou moc prezidenta Huga Cháveze.“ López 5. prosince 2009 ve Valencia forum ve venezuelském státě Carabobo představil svou politickou stranu Voluntad Popular. 

### Lópezův článek v New York Times (2014)
Dne 26. března 2014 uveřejnil New York Times Lópezův článek s názvem „Úpadek státu Venezuela.“ Napsal ho, jak píše, „ve vojenské věznici Ramo Verde mimo Caracas,“ a stěžuje si v něm, že během posledních 15 let se „definice „nesnesitelného“ v této zemi snížila k našemu zděšení až tak, že jsme se ocitli v zemi s nejvyšším množstvím vražd na západní polokouli, 57% inflací a nedostatkem základního zboží – a to všechno v mírovém stavu – tahle situace je bezprecedentní.“ Tato ekonomická devastace, jak dodává, „je doplněna stejně tíživou politickou situaci. Od studentských protestů, které začaly 4. února 2014, více než 1500 protestujících bylo zadrženo, více než 30 zabito a více než 50 lidí uvedlo, že byli mučeni během policejního výslechu.“ 
V souvislosti se svým uvězněním López dále líčil, že 12. února 2014 „naléhal na Venezuelany, aby uplatnili svá zákonná práva na protest a svobodu projevu – avšak v klidu a bez násilí. Tři lidé byli v ten den postřeleni a zabiti. Analýza videa zpravodajskou agenturou Últimas Noticias zjistila, že střely byly vypáleny ze směru, kde stály vojenské jednotky v civilu.“ Přesto ihned po demonstraci „prezident Nicolás Maduro osobně nařídil mé zatčení na základě obvinění z vraždy, žhářství a terorismu… Do dnešního dne však nepředložil žádný důkaz.“
López vysvětluje, že není sám, koho uvěznili z politických důvodů. Předchozí týden dala vláda uvěznit starosty měst San Cristóbal a San Diego. Zatímco někteří pozorovatelé „se domnívají, že toto má opačný účinek a že to jen osměluje pana Maduru k tomu, aby si na sebe ještě rychleji strhl všechny práva, a poskytuje vhodné rozptýlení pro ostatní, aby tak nevnímali hospodářskou a sociální zkázu, která se nám děje před očima,“ López argumentuje, že tento přístup je podobný jako u obětí zneužívaní, které mlčí ze strachu, že by se jim dostal ještě větší trest.“ Krom toho, „miliony Venezuelanů si nemohou dovolit ten luxus, hrát ‚dlouhou hru‘ a čekat na změnu, která nikdy nepřijde.“ Právě proto je tak důležité „mluvit, jednat a demonstrovat,“ a ne „se otupit neustálým porušováním práv, jaké se tu děje.“ López volá po spravedlnosti pro Madurovy oběti, po odzbrojení polovojenských skupin a „vyšetření podvodů spáchaných naší měnovou komisi,“ a za „skutečné zapojení mezinárodní komunity, zejména v Latinské Americe.“ Zlobí se, že zatímco mezinárodní organizace pro lidská práva otevřeně odsuzují Madurovo jednání, mnoho venezuelských sousedů odpovědělo na jeho akce „ostudným mlčením,“ jako například Organizace amerických států, která zastupuje národy na západní polokouli.

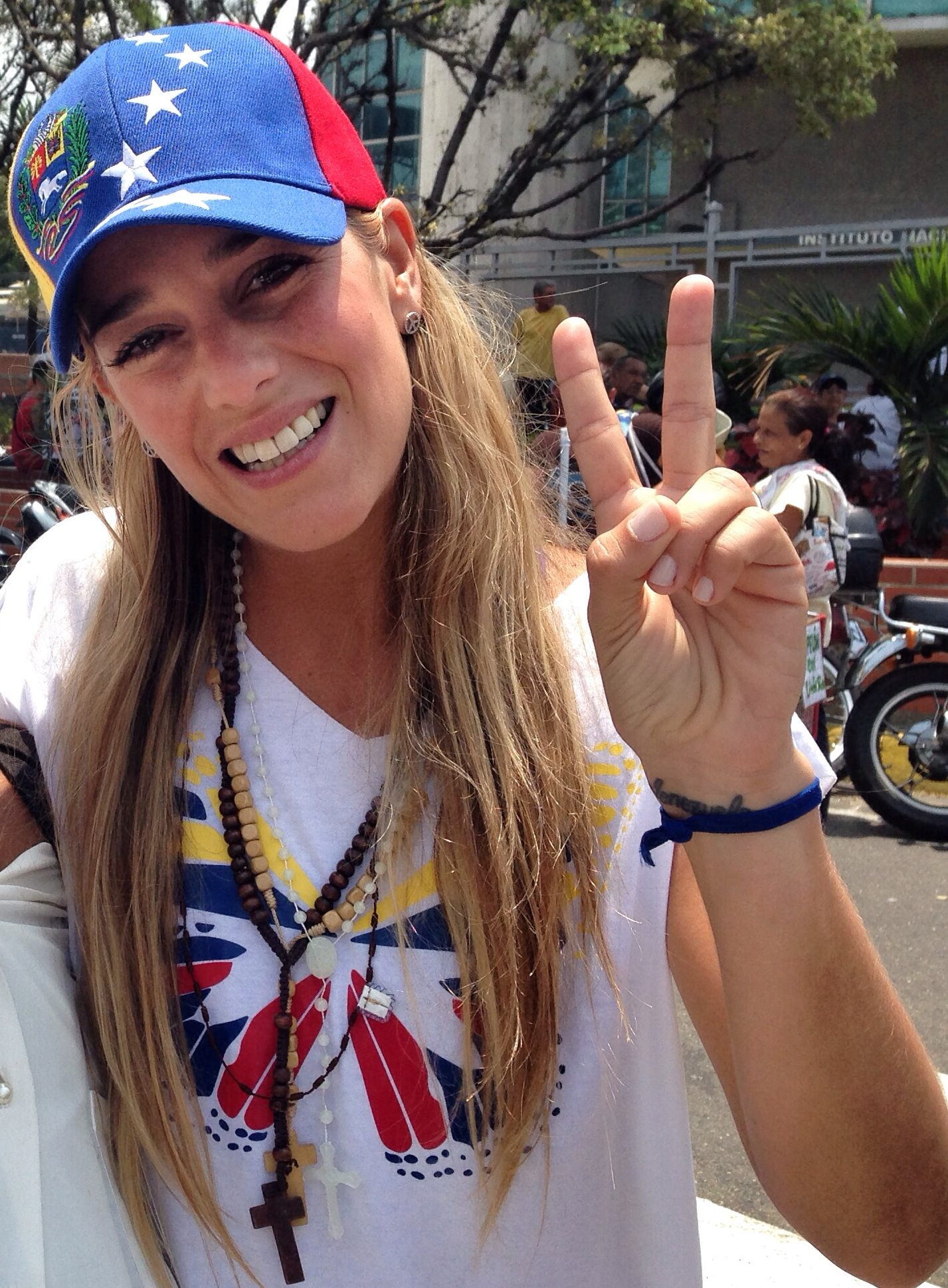
Venezuelská aktivistka Lilian Tintoriová, manželka Leopolda Lópeze

## Osobní život
V květnu 2007 se López oženil s Lilian Tintoriovou, se kterou má dceru Manuelu Rafaelu (2009) a syna Leopolda Santiaga (2013). Lilian Tintoriová je mistryně v kitesurfingu a bývalá moderátorka televizního programu o extrémních sportech. Lilian se podílela na aktivitách, jako je boj za lidská práva, boj proti násilí páchaném na ženách, omezení řízení pod vlivem alkoholu a pracovala s neslyšícími a slepými. 

## Ocenění
- 2007 – Kenyon College – čestný doktor práv
- 2008 – 3. místo v žebříčku projektu World Mayor Project
- 2008 – Premio Transparencia – ocenění pro nejtransparentnějšího starostu Venezuely, udělené venezuelskou složkou Transparency International[26]